# Лоуренс (округ, Алабама)
Шаблон:StateAbbr_ 34°31′17″ пн. ш. 87°18′37″ зх. д. / 34.521388888889° пн. ш. 87.310277777778° зх. д.
 Лоуренс (англ. Lawrence County) — округ (графство) у штаті Алабама. Ідентифікатор округу 01079.

## Історія
Округ утворений 1818 року.

## Демографія
За даними перепису
2000 року
загальне населення округу становило 34803 осіб, зокрема міського населення було 2594, а сільського — 32209.
Серед мешканців округу чоловіків було 17066, а жінок — 17737. В окрузі було 13538 домогосподарств, 10197 родин, які мешкали в 15009 будинках.
Середній розмір родини становив 2,99.
Віковий розподіл населення поданий у таблиці:
| Стать    | До 15 років | 15-21 | 22-29 | 30-39 | 40-49 | 50-65 | 65-85 | Понад 85 |
| -------- | ----------- | ----- | ----- | ----- | ----- | ----- | ----- | -------- |
| Чоловіки | 3835        | 1716  | 1697  | 2782  | 2434  | 2892  | 1596  | 114      |
| Жінки    | 3550        | 1567  | 1775  | 2829  | 2552  | 2979  | 2157  | 328      |

## Суміжні округи
- Лаймстоун — північний схід
- Морган — схід
- Каллмен — південний схід
- Вінстон — південь
- Франклін — захід
- Колберт — захід
- Лодердейл — північний захід

## Виноски
1. ↑  U.S. Decennial Census. United States Census Bureau. Архів оригіналу за 12 травня 2015. Процитовано 22 серпня 2015.
2. ↑  Historical Census Browser. University of Virginia Library. Архів оригіналу за 11 серпня 2012. Процитовано 22 серпня 2015.
3. ↑  Forstall, Richard L., ред. (24 березня 1995). Population of Counties by Decennial Census: 1900 to 1990. United States Census Bureau. Архів оригіналу за 24 вересня 2015. Процитовано 22 серпня 2015.
4. ↑  Census 2000 PHC-T-4. Ranking Tables for Counties: 1990 and 2000 (PDF). United States Census Bureau. 2 квітня 2001. Архів оригіналу (PDF) за 18 грудня 2014. Процитовано 22 серпня 2015.
5. ↑  State & County QuickFacts. United States Census Bureau. Архів оригіналу за 6 червня 2011. Процитовано 16 травня 2014.(англ.) Наведено за англійською вікіпедією.
6. ↑  American FactFinder. Бюро перепису населення США. Архів оригіналу за 26 лютого 2012. Процитовано 31 січня 2008.